# Sociedade de Concertos Clássicos de São Paulo
Sociedade de Concertos Clássicos (São Paulo, 09/09/1915 a 12/09/1916) ou Sociedade de Concertos Clássicos de São Paulo (SCCSP) foi a primeira associação que manteve uma orquestra permanente na cidade de São Paulo, financiada pela bilheteria dos concertos, pelas contribuições dos seus associados e por algumas casas de música, no período da Primeira Guerra Mundial. Apesar de ter atuado por pouco mais de um ano, seus ideais artísticos (herdados do Clube Haydn de São Paulo) foram adotados pelas associações que criaram as primeiras grandes orquestras sinfônicas da cidade de São Paulo, na década de 1920 e, de maneira geral, continuam a ser cultivados nas orquestras subsequentes que se dedicam ao repertório de concerto.

## História
A Sociedade de Concertos Clássicos de São Paulo adotou o mesmo nome da Sociedade de Concertos Clássicos do Rio de Janeiro (1883-1889), designação várias vezes aplicada também ao Clube Haydn de São Paulo (1883-1887), por ter sido este o promotor dos primeiros concertos sinfônicos regulares na cidade, em seu 13º, 14º, 20º e 22º saraus (de 25 de agosto de 1884 a 3 de julho de 1885). A Sociedade de Concertos Clássicos resultou justamente de uma tentativa de manter uma orquestra permanente na cidade de São Paulo, para suprir uma prática sinfônica regular na cidade, desejo dos músicos e do público paulistano que, em São Paulo, manifestou-se pela primeira vez nos concertos do Clube Haydn.
As orquestras que atuaram em São Paulo desde a segunda metade do século XVIII até inícios da década de 1880 dedicaram-se quase somente ao acompanhamento da música sacra e da ópera, com raros números puramente orquestrais, geralmente manifestos por meio das aberturas (em quase todo o século XIX no Brasil denominadas ouverturas). Paralelamente, até o início do século XX, as orquestras que atuaram em São Paulo, embora frequentes, não eram permanentes, pois eram arregimentadas por evento, dispersando-se ao final de cada um deles. A criação de uma orquestra permanente era uma tentativa de ultrapassar o caráter efêmero das orquestras arregimentadas por concerto e proporcionar o aperfeiçoamento de um evento para outro.
De acordo com pesquisa de Camila Carrascoza Bomfim, a Sociedade de Concertos Clássicos foi criada em um período no qual já existia a Sociedade de Cultura Artística, agremiação que não havia se dedicado às apresentações orquestrais até 1933, quando esta idealizou a série de concertos que tornou semi-permanente uma orquestra regida por Ernst Mehlich, transformada em 1935 na Orquestra do Departamento de Cultura, a partir de um acordo entre essas duas instituições proposto por Mário de Andrade, e que deu origem à Orquestra do Teatro Municipal em 1939, oficializada em 1949 como Orquestra Sinfônica Municipal de São Paulo. Em 1915, no entanto, a Sociedade de Cultura Artística ainda se dedicava a "propagar as artes brasileiras e exclusivamente as letras nacionais", não se opondo e nem apresentando dificuldades para a criação da Sociedade de Concertos Clássicos.
Fundada por Alonso Guayanaz da Fonseca, jurista egresso da Faculdade de Direito de São Paulo em 1883, que provavelmente vivenciou o período dos concertos do Clube Haydn, a Sociedade de Concertos Clássicos inaugurou a fase das orquestras paulistanas mantidas por sociedades musicais e financiadas principalmente pela bilheteria e pelas contribuições dos seus associados. Mesmo assim e semanas antes de sua estreia, o jornal O Estado de S. Paulo informou: "Entre os que se mostram dispostos a sustentá-la podem apontar-se o sr. Prefeito, a Comissão do Teatro Municipal e vários particulares de prestígio no nosso meio". Sua primeira apresentação, a preços populares, ocorreu em 9 de setembro de 1915 no Theatro Municipal, executando a abertura da opera Anacreonte de Cherubini, a Sinfonia Heroica (n.3) de Beethoven e o Concerto para piano e orquestra em Dó Maior de Mozart, cuja solista o jornal Correio Paulistano registrou como Elvira Fonseca e O Estado de São Paulo como Antonieta Rudge Miller.
A fundação da Sociedade de Concertos Clássicos também deve estar relacionada à interrupção dos concertos por companhias internacionais no Brasil, em função da Primeira Guerra Mundial (1914-1918) e, consequentemente, à maior pressão pela criação de grupos musicais locais. Suas atividades - como foi característica no meio musical da primeira metade do século XX - faziam parte do que, na época, era denominado "movimento civilizador", ou seja, a criação de uma sociedade estratificada por uma alta cultura, cultivada pela elite, e uma baixa cultura, cultivada pelas camadas pobres. Por outro lado, o Jornal do Commercio do Rio de Janeiro, em 15 de agosto 1915, informava o quanto São Paulo encontrava-se atrasado nessa tarefa, em função do cultivo quase exclusivo, nas salas de concerto, da música para piano, das canções e da música de câmara, apesar de contar com solistas da qualidade de Antonieta Rudge Miller, Guiomar Novaes e Vitaliana Brasil. Com a criação da Sociedade de Concertos Clássicos, o Jornal do Commercio declarou: "Observamos agora, com particular satisfação, que os paulistas reconheceram lhes cumpria trabalhar para um escopo mais perfeito e, por isso mesmo, lançavam já as suas vistas para um plano mais vasto de educação do sentimento estético da população, pelas grandes audições sinfônicas".
A orquestra da Sociedade de Concertos Clássicos foi regida pelo imigrante russo Emil Pavlovsky e a associação contou com músicos de renome como Oscar Machado, Pio Castagnolli, Alonso Aníbal da Fonseca e outros. Durou pouco mais de um ano e apresentou apenas oito concertos sinfônicos, de 9 de setembro de 1915 a 12 de setembro de 1916, todos eles no salão nobre do Conservatório Dramático e Musical de São Paulo, tendo, o primeiro deles, marcado a estreia, como crítico musical, do escritor Mário de Andrade, cuja atuação literária e administrativa esteve muito ligada à formação das primeiras orquestras permanentes paulistanas. De acordo com o jornal Correio Paulistano, foram estes os concertos apresentados pela Sociedade de Concertos Clássicos, todos no salão do Conservatório Dramático e Musical de São Paulo, à Avenida São João:
| Nº do concerto | Data do concerto |
| -------------- | ---------------- |
| 1º             | 09/09/1915       |
| 2º             | 15/01/1916       |
| 3º             | 02/03/1916       |
| 4º             | 14/04/1916       |
| 5º             | 22/05/1916       |
| 6º             | 03/07/1916       |
| 7º             | __/08/1916       |
| 8º             | 12/09/1916       |

A quase totalidade dos programas da Sociedade de Concertos Clássicos foi transcrita no jornal Correio Paulistano, juntamente com informações importantes sobre a fundação e atuação da orquestra. Não são conhecidas publicações, nos jornais da época, sobre a extinção da Sociedade, porém após o oitavo concerto, em 12 de setembro de 1916, e as críticas no dia seguinte, desapareceram as notícias sobre a orquestra, provavelmente dispersada nos dias ou semanas subsequentes. Não há notícias sobre seu arquivo musical ou sobre outros documentos relacionados a essa associação, além daqueles veiculados na imprensa da época.

## Significado
O propósito da Sociedade de Concertos Clássicos de São Paulo foi resumido nesta notícia do jornal Correio Paulistano: “Já se pode, em São Paulo, ouvir boa música, contando-se exclusivamente com elementos nossos”. As informações mais substanciais sobre o significado da Sociedade de Concertos Clássicos, no entanto, estão em uma carta de seu fundador Alonso Guayanaz da Fonseca, dirigida a Gelásio Pimenta, diretor da revista A Cigarra, que a publicou em 1º ago. 1915. Na carta, reproduzida pelo Jornal do Commercio do Rio de Janeiro, Fonseca afirma que "A música sinfônica, os trios, os quartetos, o canto e os coros são o verdadeiro complemento da educação musical, e você há de concordar que, neste ponto, a pobreza de nossa bela cidade é realmente franciscana". Mais adiante declara: "Os concertos de orquestra têm sido tentados várias vezes, e eles não se firmam, não assumem a feição de um organismo permanente, com que o público possa contar para a satisfação completa do espírito, de modo a pretender o título ainda não merecido de capital artística do Brasil." Na carta publicada na revista A Cigarra, Alonso Guayanaz da Fonseca destacou os objetivos da Sociedade de Concertos Clássicos:
“Outro ponto: já temos quem faça e de modo brilhante o cultivo das produções nacionais.
Nós, por isso, temos intuitos diferentes. Não pretendemos desenvolvimento de arte nenhuma nacional, de resto ainda bem magra, salvo, está visto, honrosas exceções.
Em matéria de arte não nos preocupa o nacionalismo. Somos por completo cosmopolitas.
Prezamos o belo artístico, venha-nos ele de onde vier. A arte não tem pátria. Passe o tufão, passe a tempestade, passe este colossal ciclone de desgraças que assola o mundo, e verá você que o consórcio desses gênios que foram Shakespeare, Beethoven, Victor Hugo, nos teatros e nos salões, continuará a produzir lágrimas abençoadas indistintamente.
Façamos arte cosmopolita quanto à composição; mas façamo-la com a prata da casa quanto à execução.”— FONSECA, Alonso Guayanaz da. Sociedade de Concertos Clássicos. A Cigarra, São Paulo, ano 2, n.24, p.19-20, 01 ago. 1915.
A Sociedade de Concertos Clássicos encerrou suas atividades após o oitavo concerto, em 12 de setembro de 1916. Apesar de sua rápida extinção, seus objetivos artísticos, herdados das atividades do Clube Haydn na década de 1880, foram retomados pelas sociedades de concertos fundadas na década de 1920 e continuam presentes em boa parte dos grupos musicais de concerto e dos sistemas de ensino musical que chegaram à atualidade. De acordo com Camila Carrascoza Bomfim: "A Sociedade de Concertos Clássicos inaugurou, em São Paulo, há mais de um século, ideais que são perseguidos até o presente nas orquestras profissionais e que estão na base do ensino de vários cursos música de universidades brasileiras: a existência de orquestras permanentes, destinadas a executar o repertório europeu consagrado e – o que não chegou a ser concretizado, mas apenas esboçado em 1915 – mantidas com subsídio estatal".